# Márcia Barbosa
Márcia Cristina Bernardes Barbosa (Porto Alegre, 14 de gener de 1960) és una física brasilera especialitzada en mecànica estadística que dirigeix l'Institut de Física de la Universitat Federal de Rio Grande do Sul (UFRGS) des del 2008. Barbosa va ser reconeguda el 2010 amb la Medalla Nicholson de l'American Society of Physics (APS) i el 2013 va rebre el premi L'Oréal-UNESCO per a les dones en ciència.
El seu treball de recerca científica ha ajudat a explicar moltes característiques de l'aigua. A més a més, ha desenvolupat diversos models sobre les propietats de l'aigua que han ajudat a entendre les seues interaccions amb molècules biològiques i processos geològics.